# زالقره آغاج
زالقره آغاج (به لاتین: Zalqaraağac) یک منطقه مسکونی در جمهوری آذربایجان است که در شهرستان صابرآباد واقع شده است. زالقره آغاج ۸۸۹ نفر جمعیت دارد.